# Ecco la radio!
Ecco la radio! è un film del 1940 diretto da Giacomo Gentilomo.
Prodotto e distribuito dalla EIAR, oggi Rai, al tempo ente radiofonico di Stato dell'Italia, entrò in programmazione il 31 maggio 1940, dieci giorni prima dell'entrata in guerra dell'Italia.
In seguito venne proiettato nelle sale cinematografiche abbinato a due documentari: La Rivista dell'impossibile e La battaglia della Manica, con interpreti il Trio Lescano.

## Storia
Pellicola autoreferenziale in forma di affresco che aveva lo scopo di presentare il nuovo medium della radiofonia, è interpretata da molti attori e musicisti (buona parte della programmazione radiofonica anteguerra era dedicata alla musica) che all'epoca la radio la facevano, come interpreti o come bandleader di gruppi orchestrali più o meno ampi, come ad esempio Cinico Angelini, Pippo Barzizza e le loro orchestre di musica leggera.
Viene descritto un esempio di giornata-tipo in radio, dal primo notiziario che porge virtualmente il buongiorno, alle rubriche salutistiche, con la ginnastica da praticare in salotto, i consigli per la cucina e le rubriche dedicate alle scuole, il tutto mentre gli altoparlanti portano la voce dei diversi protagonisti nei luoghi di lavoro, nelle case, nelle caserme e sui piroscafi in navigazione.
La presentazione della parte più propriamente artistica offre il destro all'esecuzione di estratti da opere liriche e concerti sinfonici, sottolineati da inquadrature paesaggistiche (per le esecuzioni orchestrali classiche sono stati impiegati tra l'altro nel progetto cinematografico alcuni dei maggiori direttori d'orchestra dell'epoca, come Fernando Previtali e Armando La Rosa Parodi).
Il film presenta alcuni numeri musicali fra cui uno interpretato dal Trio Lescano che canta Oh! Ma-ma! e si conclude con un quadro d'insieme che vede impegnati tutti gli artisti - inclusi i coristi e gli orchestrali - abitualmente impegnati nelle programmazioni radiofoniche.
In ragione della sua vicinanza temporale all’avvio, da parte dell’EIAR, della programmazione televisiva regolare sperimentale (luglio 1939), il film è stato indicato come una fonte utile per lo studio delle prime trasmissioni televisive in Italia.